# Thryonomys
Thryonomys (Fitzinger, 1867) è un genere di roditori, unico della famiglia dei Trionomidi (Pocock, 1922), comunemente noti come ratti dei bambù africani.

## Descrizione

### Dimensioni
Al genere Thryonomys appartengono roditori di grandi dimensioni, con lunghezza della testa e del corpo tra 350 e 610 mm, la lunghezza della coda tra 65 e 260 mm e un peso fino a 9 kg.

### Caratteristiche craniche e dentarie
Il cranio è massiccio e presenta un rostro corto e largo, creste sopra-occipitali ben sviluppate, un processo para-occipitale allungato e una bolla timpanica ridotta. La mandibola è di tipo istricognato (Fig.1), il foro infra-orbitale è grande e la disposizione del muscolo massetere è di tipo istricomorfo (Fig.2). Sono presenti quattro denti masticatori su ogni semi-arcata. Gli incisivi superiori sono larghi, robusti, arancioni ed attraversati longitudinalmente da tre profondi solchi, caratteristica unica tra tutti i roditori africani. I molari hanno le radici e la corona moderatamente elevata, la loro superficie occlusale è abbastanza complessa, con almeno tre creste trasversali, due rientranze sul lato esterno e una su quello interno, invertite nei molari inferiori.
Sono caratterizzati dalla seguente formula dentaria:

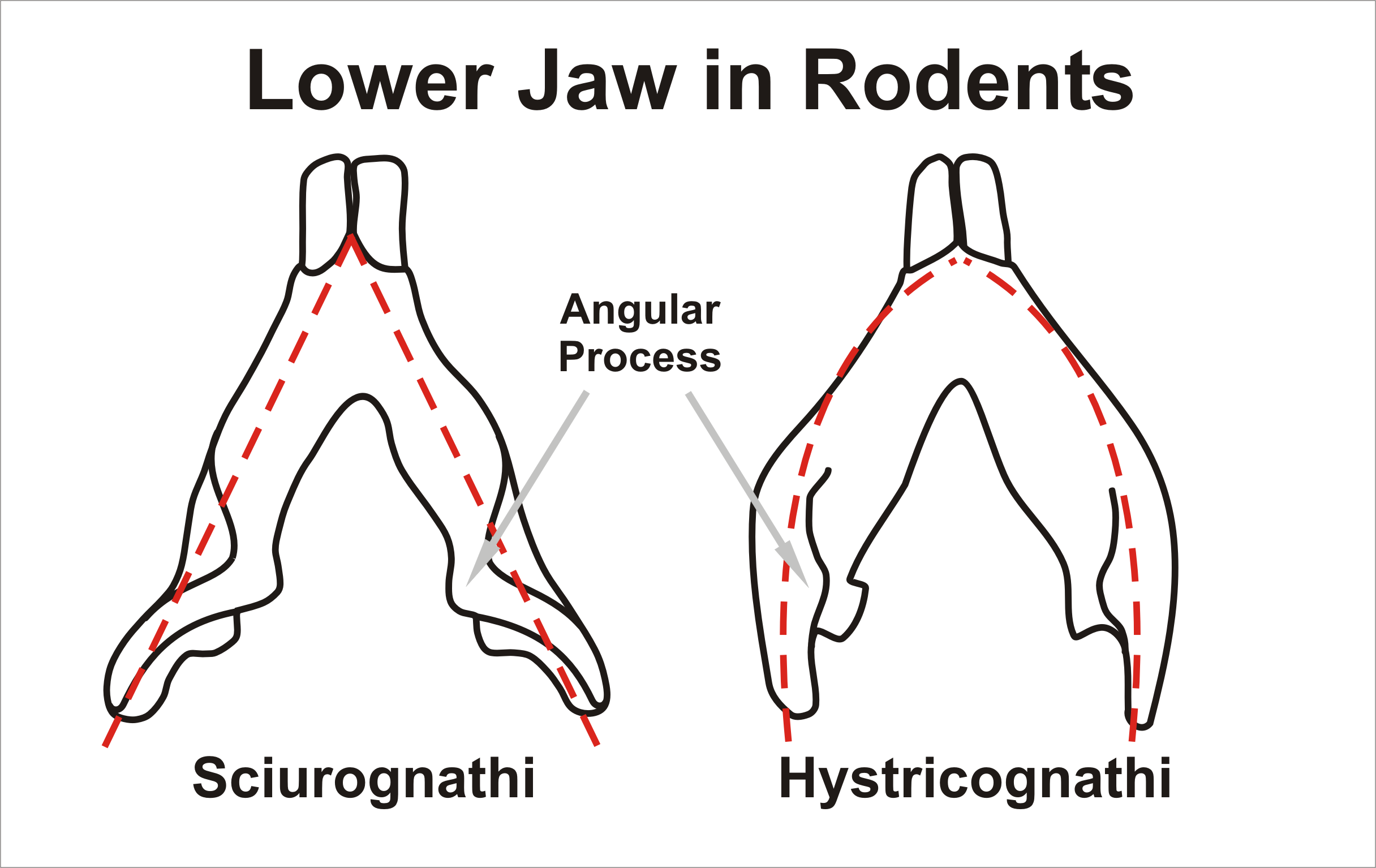
Fig.1

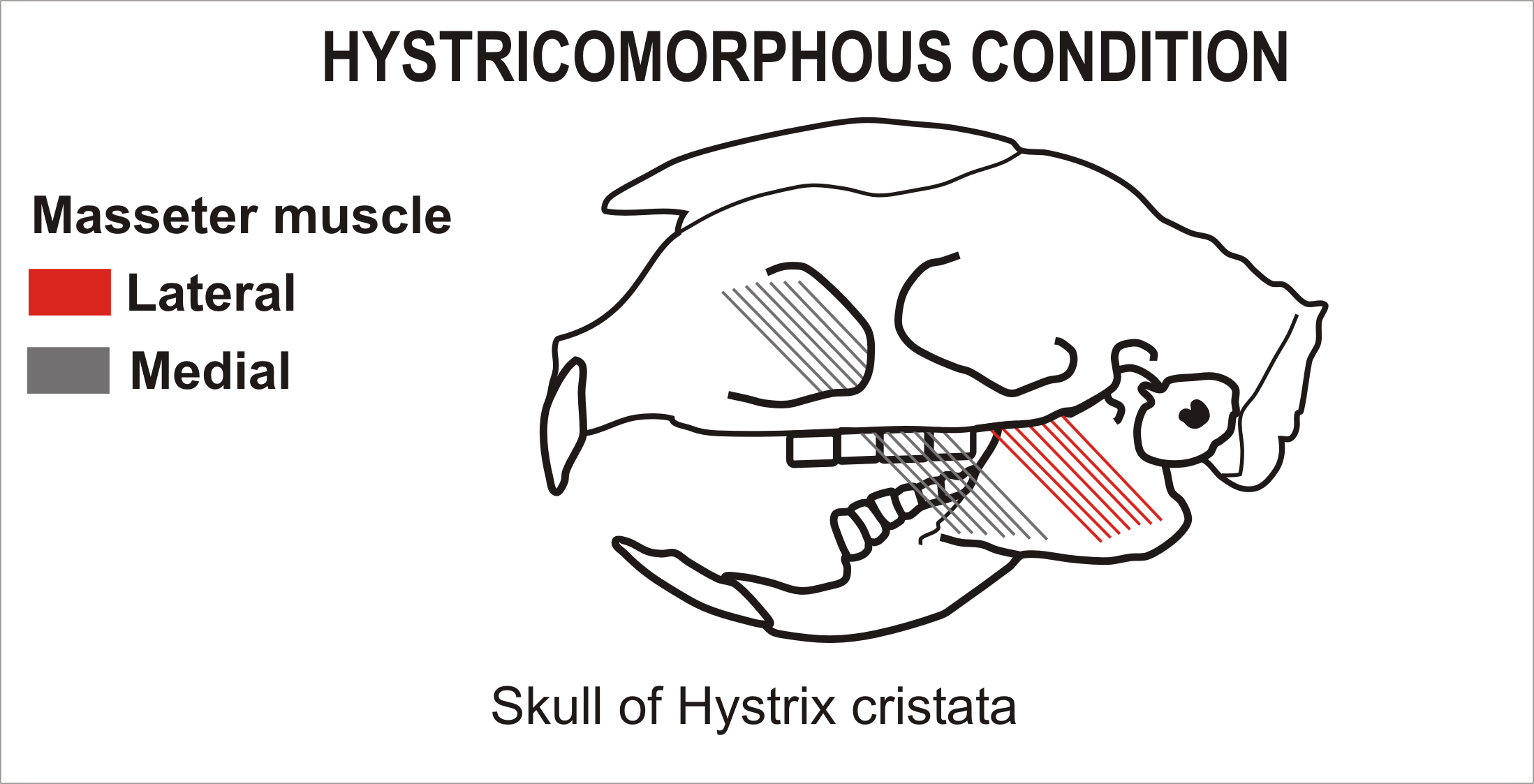
Fig.2

### Aspetto
Il corpo è robusto, con la testa massiccia e ottusa, gli occhi relativamente piccoli, le narici disposte in alto e gli arti brevi. La pelliccia è lunga, densa e ruvida, priva di sotto-pelliccia e composta da setole appiattite, attraversate longitudinalmente da solchi e disposte in gruppi di cinque o sei. Le parti dorsali sono bruno-giallastre o bruno-grigiastre brizzolate, mentre le parti ventrali sono grigiastre o biancastre. Le orecchie sono corte ed arrotondate. Le zampe hanno le tre dita centrali ben sviluppate fornite di artigli robusti, le due dita più esterne sono corte o rudimentali e prive di artigli. Il palmo e le piante sono prive di peli. La coda è alquanto corta, cosparsa di peli e rivestita di scaglie. Le femmine hanno due o tre paia di mammelle laterali.

## Distribuzione
Si tratta di roditori terricoli diffusi in tutta l'Africa subsahariana.

## Tassonomia
Il genere comprende 2 specie.
- Thryonomys gregorianus - Forme più piccole, coda relativamente più corta, i solchi sono disposti su tutta la superficie anteriore degli incisivi.
- Thryonomys swinderianus - Forme più grandi, coda relativamente più lunga, i solchi sono disposti soltanto nella metà più interna della superficie anteriore degli incisivi.